# Deronectes angelinii
Deronectes angelinii är en skalbaggsart som beskrevs av Hans Fery och Michel Brancucci 1997. Deronectes angelinii ingår i släktet Deronectes och familjen dykare. Inga underarter finns listade i Catalogue of Life.